# 아파치 솔
아파치 솔(Apache Solr)은 자바로 개발된 오픈 소스 엔터프라이즈 검색 플랫폼이다. 주요 기능으로는 전문 검색, 강조, 실시간 인덱싱, 동적 클러스터링, 데이터베이스 연동, NoSQL 기능, 리치 도큐먼트(예: 워드, PDF) 관리가 포함된다. 분산 검색과 인덱스 복제를 제공하는 솔은 확장 및 장애 허용을 위해 설계되어 있다. 솔은 기업형 검색 및 분석 유스케이스에 널리 사용되며 활발한 개발 커뮤니티와 정규 릴리스들을 보유하고 있다.